# 河原塚古墳
河原塚古墳（かわらづかこふん）は千葉県松戸市南部、河原塚にある円墳群の総称。

## 概要
4つの円墳から成り立つ。それぞれ1号墳から4号墳と名づけられている。

## 古墳のデータ

### 1号墳
- 形状：円墳
- 造成時期：5世紀後半につくられたと思われる
- 所在地：千葉県松戸市紙敷116-1
- 大きさ：直径25m　高さ4m
- 埋葬施設：2基

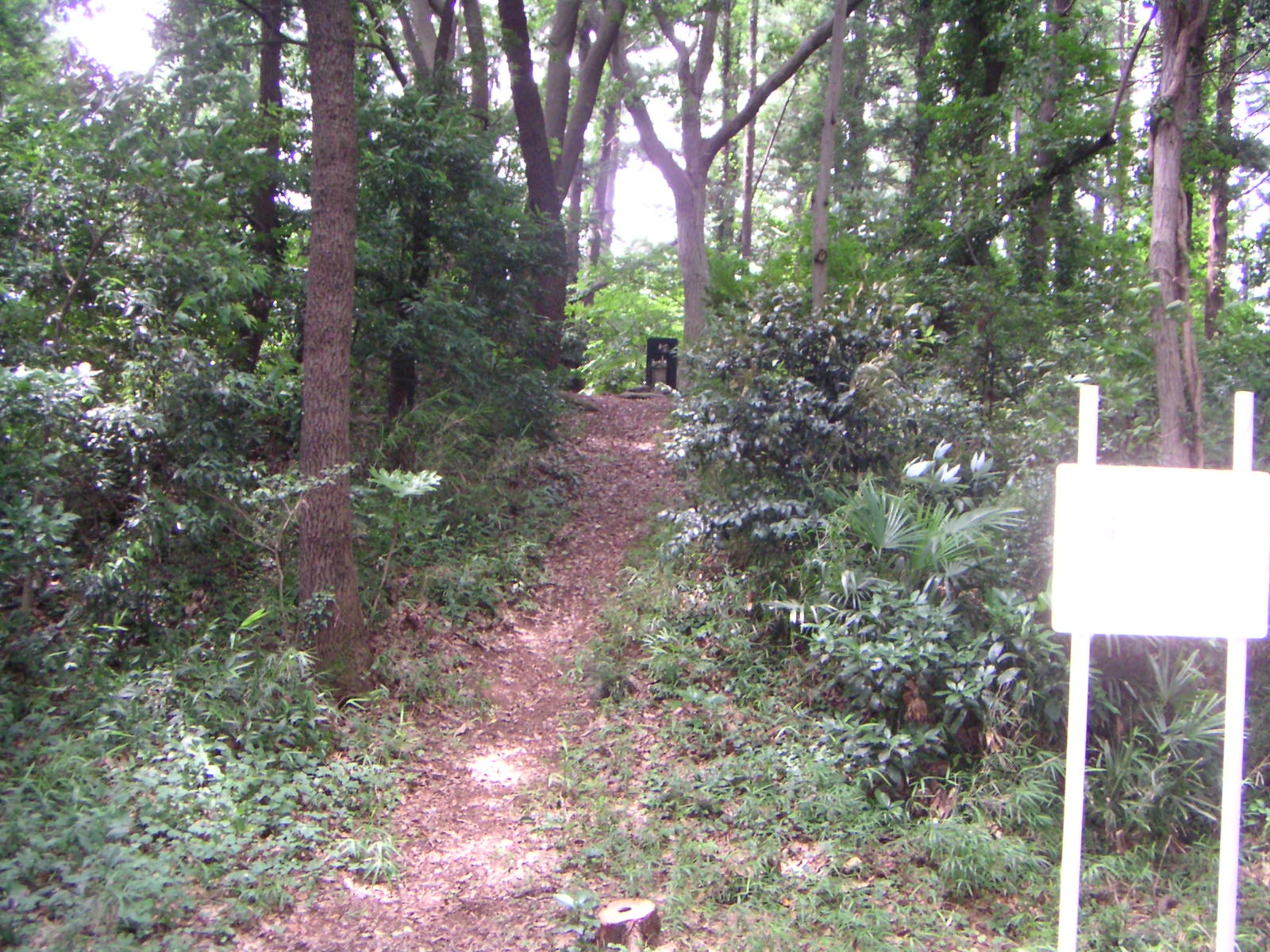
河原塚1号古墳墳頂へ登る道

- 出土品：人骨2体(老年男性1体、幼児1体)など11点(副葬品：直刀、鉄鏃、ガラス玉など)
- その他特徴：1955年（昭和30年）の大場磐雄の調査により縄文時代後期の貝塚の上に築かれていることがわかった[1]
- 市指定史跡

### 2号墳
詳細不明

### 3号墳
松戸市立河原塚中学校校内に所在。

### 4号墳
- 形状：円墳
- 所在地：千葉県松戸市河原塚201 (松戸市立河原塚中学校校内)
- 大きさ：直径22m　高さ3m
- その他一切不明（出土品、埋葬施設等も）
- 市指定史跡

## アクセス
東松戸駅を下車しJR武蔵野線の線路を沿って県道を北上。線路の傍らにある。